# Samuel Riker
Samuel Riker (ur. 8 kwietnia 1743 w Long Island, zm. 19 maja 1823 tamże) – amerykański polityk, członek Partii Demokratyczno-Republikańskiej.

## Działalność polityczna
W 1784 zasiadał w New York State Assembly. W okresie od 5 listopada 1804 do 3 marca 1805 przez jedną kadencję i ponownie od 4 marca 1807 do 3 marca 1809 przez jedną kadencję był przedstawicielem 1. okręgu wyborczego w stanie Nowy Jork w Izbie Reprezentantów Stanów Zjednoczonych.